# Hala Jazine
Hala Jazine – przeznaczona do koszykówki hala sportowa znajdująca się w mieście Zadar, w Chorwacji. Hala została oddana do użytku w roku 1968 (wybudowano ją w ciągu 70 dni) i może pomieścić 3 000 widzów. Do 2008 roku, kiedy to wybudowano nową halę swoje mecze rozgrywali na niej zawodnicy KK Zadar.